# اچ‌ان‌ال‌ام‌اس کورتنائر (۱۹۲۷)
اچ‌ان‌ال‌ام‌اس کورتنائر (۱۹۲۷) (به انگلیسی: HNLMS Kortenaer (1927)) یک کشتی بود که طول آن ۹۸ متر (۳۲۱ فوت ۶ اینچ) بود. این کشتی در سال ۱۹۲۷ ساخته شد.